# Erupção do Popocatepetl (19 de setembro de 2017)
A Erupção do Popocatepetl foi um fenômeno sísmico de erupção vulcânica ocorrido no dia 19 de setembro de 2017, decorrente do terremoto que abalou o centro do México e do qual resultou em 330 mortes. 
O terremoto moveu as entranhas do vulcão Popocatepetl de mais de 5.400 metros de altura, que amanheceu com uma fumarola de 2km, com vapor d'água e cinzas. O fenômeno ocorreu a cerca de 60km da capital. O vento fez com que a nuvem de cinzas se deslocasse em direção a Morelos, justamente uma das regiões mais afetadas pelo terremoto. 
A erupção começou por volta das três da manhã e emitiu fragmentos incandescentes, que voaram entre 600 metros a 1km de distância, sobre as encostas do vulcão. Essa atividade continuou por mais seis horas e fez cair cinzas nas aldeias de Ecatzingo e Atlautla, no Estado do México, e em Atlatlahuacán, Ocuituco, Oaxtepec, Jiutepec e Yautepec, em Morelos. 

## Conclusões

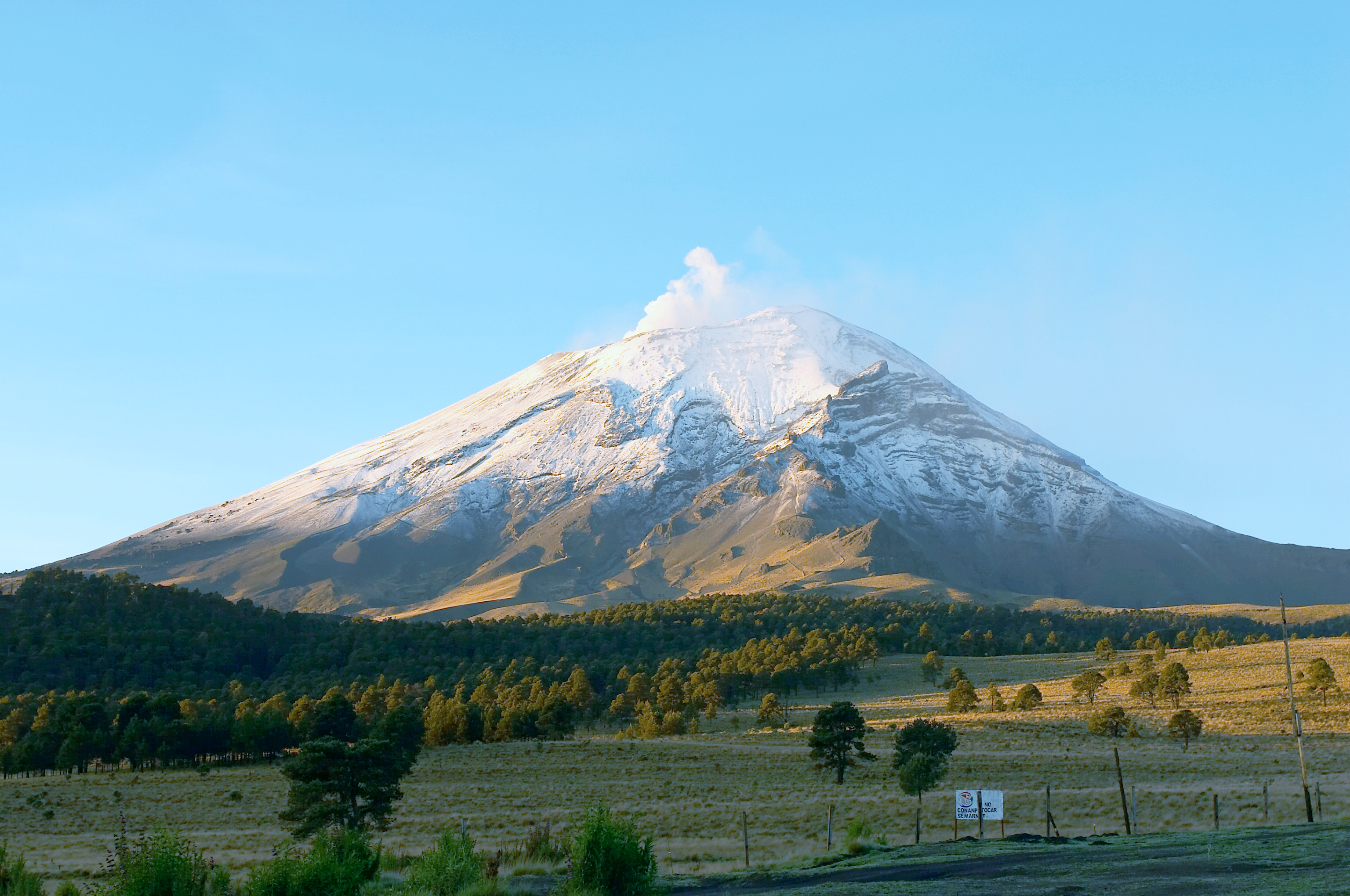
O vulcão Popocatepetl está situado a 55km da Cidade do México, e já havia entrado em erupção anteriormente.

Embora o órgão encarregado de monitorar o vulcão explique que a atividade esteja dentro dos parâmetros habituais e em uma fase mínima de risco, reconhece que o terremoto precipitou a erupção. Os especialistas alertam que, apesar de estar em uma fase 2 de emergência e que devem ser seguidas apenas as recomendações básicas (não se aproximar da cratera, por exemplo), isso pode piorar as condições que se encontram os prédios danificados pelo terremoto, considerando que as cinzas acumuladas no telhado das casas, somadas à chuva, podem torná-lo mais pesado, o que pode fazê-lo desabar.